# Stonethrow Ridge
Stonethrow Ridge (englisch für Steinwurfgrat, in Argentinien Monte Beazley) ist ein bis zu 325 m hoher Gebirgskamm mit nord-südlicher Ausrichtung auf Deception Island im Archipel der Südlichen Shetlandinseln. Er ragt westlich der Primero de Mayo Bay auf. 
Wissenschaftler des Falkland Islands Dependencies Survey, die ihn im Januar 1954 vermessen hatten, benannten ihn nach der großen Zahl von Felsen und Steinen an seiner Basis. Der Namensgeber der argentinischen Benennung ist nicht überliefert.